# A Real Live Dolly
A Real Live Dolly è un album dal vivo della cantante statunitense Dolly Parton, pubblicato nel 1970.

## Tracce
Side 1
1. Introduction by Cas Walker / Wabash Cannonball – 1:49 (A. P. Carter)
2. You Gotta Be My Baby – 2:07 (George Jones)
3. Tall Man – 1:31 (Billy Strange, Juan Esquivel)
4. Medley: Dumb Blonde / Something Fishy / Put It Off Until Tomorrow – 3:57 (Curly Putman, Dolly Parton, Bill Owens)
5. My Blue Ridge Mountain Boy – 3:40 (Parton)
6. You All Come (Y'all Come) – 2:23 (Arlie Duff)
7. Bloody Bones (A Story for Kids) (Spoken Word) – 3:34 (Parton)

Side 2
1. Don Howser Makes Presentation (Spoken Word) – 2:33
2. Comedy by Speck Rhodes (Spoken Word) – 2:30
3. Run That by Me One More Time (with Porter Wagoner) – 3:13 (Parton)
4. Jeannie's Afraid of the Dark (with Porter Wagoner) – 2:58 (Parton)
5. Tomorrow Is Forever (with Porter Wagoner) – 2:28 (Parton)
6. Two Sides to Every Story (with Porter Wagoner) – 1:42 (Parton, Owens)
7. How Great Thou Art – 4:27 (Stuart K. Hine)